# بوقرة
بوقرة هي إحدى بلديات ولاية البليدة الجزائرية.

## أصل التسمية
اتخذت البلدية اسمها من الشهيد البطل سي أمحمد بوقرة، وهذا ابتداء من سنة 1966، غير أن تاريخ إنشاء البلدية يعود إلى سنة 1848، إذ أصدرت السلطات الاستعمارية آنذاك مرسوما ملكيا يقضي بجعلها بلدية تحت اسم (روفيقو) ـ rovigo ـ، وفي سنة 1851 أصبحت بلدية بكامل نشاطاتها.
بتاريخ 18 / 01 / 1967 صدر القانون 67 / 24 المتضمن القانون البلدي، والذي بموجبه تم انتخاب أول مجلس شعبي بلدي يضم 21 عضوا، وكانت البلدية في تلك الفترة تابعة إداريا لولاية الجزائر، وفي سنة 1974 ألحقت بولاية البليدة.

## الموقع
تقع بلدية بوقـرة شرق ولاية البليدة، وهي تجمع بين جبال الأطلس البليدي وسهل متيجة الخصيب. تبعد البلدية عن مقر الولاية بـ 25 كلم وعن الجزائر العاصمة بـ 30 كلم، يحدها من الشمال بلدية سيدي موسى التابعة لولاية الجزائر، ومن الشرق بلدية أولاد السلامة، ومن الغرب بلدية الشبلي وحمام ملوان، ومن الجنوب بلدية بعطة التابعة ولاية المدية. يقطع تراب البلدية من الشرق إلي الغرب الطريق الوطني رقم 29، ومن الشمال إلي الجنوب الطريق الوطني رقم 64، وفي نقطة تقاطع الطريقين يقع سوق الجملة للخضر والفواكه.
تتربع البلدية على مساحة 12000 هكتار، تشكل الأراضي السهلية ما نسبته 25℅ من مجموع المساحة الكلية، أما المساحة المتبقية والتي تمثل نسبة 75℅ فهي أراضي جبلية، تنتمي إلى سلسلة جبال الأطلس البليدي الأوسط، ويصل ارتفاع قمتها التي تسمى (قَيَّتْ)إلي حوالي 1269 م. أما السفوح الجبلية ذات الارتفاعات ما بين 200 م و800م هي عبارة عن أراضي خصبة رعوية وزراعية، تتخللها أودية وينابيع طبيعية، وغابات متنوعة بما فيها الأشجار المثمرة، مما أهلها إلى أن يعمرها الإنسان منذ القدم.

## التاريخ
سكنت هذه المناطق عبر العصور عدة عروش وقبائل أهمها عرش بني ميصرة، عرش بني أمحمد، وعرش بني عزون، وتنحدر كلها من أصول بربرية، والشاهد على ذلك تسمية الأمكنة المتداولة إلى حد اليوم مثل: تيمغراس، الشعاوطية، تالا علي، تدراثين، تسلي، تيمزقيدا، مربون، بودغاغن، تزارين، أغانيم... الخ، هي كلمات بربرية.
و كانت حياتهم المعيشية تعتمد على النشاط الفلاحي مستغلين تلك الخيرات التي تزخر بها هذه الجبال مما أدى إلى انتعاش الحركة التجارية بين السكان المحليين.وكان سوق الأحد الأسبوعي بمنطقة المرجة يعرف بسوق بني عزون والذي تتم فيه المبدلات التجارية للسلع المحلية ومن ثمة التسوق إلي أسواق الجزائر العاصمة لبيع منتجاتهم الزراعية وشراء بعض حاجياتهم اليومية كالسكر والقهوة والملح....
و كان الأهالي أثناء سفرهم إلى أسواق الجزائر العاصمة يتوقفون في مكان اسمه (عين الدفلي) وذلك للاستراحة، وقد أصبح هذا المكان معروفا لدى الأهالي وموقفا لهم. وعند دخول الفرنسيين للمنطقة اتخذوا من المكان موقعا لبناء مستعمرتهم وأطلقوا عليها اسم rovigo نسبة إلى أحد جنرالات الاحتلال. الفرنسي الذي اغتصب الأراضي السهلية وثبت الأهالي الساكنين بالجبال حتى جاءت الثورة المباركة التي أحتضنها السكان المحليين مما دفع الاستعمار الفرنسي بترحيل السكان المحليين إلي المحتشدات سنة 1957م بعد مساعدتهم المطلقة للثوار ولتضييق الخناق علي الثورة التحريرية بعدما أصبحت هذه المناطق الجبلية ملاذا ومناطق محرره يستريح فيها الثوار وعرفت عدت معارك ضارية كان أبطالها أفراد جيش التحرير الوطني لعلى أشهرها معركة بولبان ومعركة جامع قرمود التي أسقطت فيهما طائرات عسكرية فرنسية. ثم جاء الاستقلال وعاد بعض السكان المحليون للاستقرار بهذه المناطق الجبلية معتمدين على الزراعة التقليدية لبعض الخضروات والفواكه وتربية المواشي من أبقار وماعز وغنم وتربية النحل بطرق تقليدية. ثم جاءت سنوات الإصلاح الزراعي ليستصلح بعض الخواص المناطق الجبلية بتشجير مساحات شاسعة لأنواع مختلفة من الفواكه كالبرتقال والرمان واللوز والمشمش والتفاح...
وقام أفراد الجيش الشعبي الوطني أبناء بمشاركة أبناء البلدية بحملات تطوعية واسعة النطاق لغرس الاشجار منها أشجار الصنوبر الحلبي وبعض الأنواع الأخرى وقد شاركهم فيها رئيس الجمهورية هواري بومدين سنة 1970م وهي اليوم أشجار باسقة تعطي للناظرين جمالا لا يوصف ورونق منقطع النظير رغم ما يهددها من حرائق خلال فصل الصيف رغم المجهود الجبار الذي يقوم بيه حراس الغابات معرضين أرواحهم للمخاطر أثناء التصدي لهذه النيران.
ثم جاءت سنوات التسعينات التي أصبح العيش في هذه المناطق شبه مستحيل أو من المستحيلات وهذا ما عاشته أرياف الجزائر بصفة عامة في هذه المرحلة الحرجة بسبب دخول البلاد في أزمة سياسية حادة كان لها تأثير سلبي كبير على كل الجوانب، الاقتصادية والاجتماعية وتطورت ألازمه بعد ذلك إلى أعمال مسلحه أتت على الأخضر واليابس.

## الحالة الاجتماعية
وبلدية بوقرة من أكثر البلديات التي عانت من ويلات الإرهاب الذي أدي مرة ثانية إلى النزوح الريفي نحو المدينة من المناطق الجبلية المحيطة بالبلدية وحتى من ولايات أخرى والتمركز الفوضوي على حواف المراكز الحضرية وظهور أحياء قصديرية وبيوت صفيح تفتقر إلى ادني ضروريات الحياة والاعتداء على الأراضي الزراعية للمتيجة مما أدي إلى الاكتظاظ بالمدينة واختناقات مرورية وازدحام، مما خلق مشاكل جمة للجماعات المحلية لاحتواء هذا السيل الجارف من النازحين بتوفير كل متطلبات الحياة الكريمة وتكاثرت الآفات الاجتماعية وتنوعت كالبطالة والسرقة وانتشار المخدرات في أوساط الشباب فأدي إلى الانحلال الخلقي والتفكك الأسري.
والخاسر الكبير الفلاحة الجبلية بصفة خاصة والريف بصفة عامة مما استوجب التفكير في مواجهة هذه الوضعية الخطيرة بعد استرجاع الأمن والأمان بفضل رجال على رأسهم الجيش الوطني الشعبي الذي لعب الدور المحوري في محاربة ظاهرة الإرهاب في هذه المناطق الجبلية الوعرة.

## الاقتصاد
جاء المرسوم التنفيذي رقم 97/483 والمؤرخ في 15 ديسمبر 1997 تحت عنوان«إصلاح الأراضي عن طريق الامتياز» المحدد لكيفية منح حق امتياز لقطع أرضية من أملاك الوطنية الخاصة التابعة للدولة في مساحات استصلاحية والموجودة في مناطق جبلية والتي كانت تهدف إلى:
- الحد من النزوح الريفي
- استغلال الأراضي التابعة للدولة لصالح الفلاحة
- حماية وتنمية الثروة الغابية
- زيادة مساحة الأراضي الزراعية
- إشراك السكان المحليين في التنمية الريفية الجبلية

و لتموين هذه النشاطات والبرامج تم إنشاء صناديق بعد صدور قرار 599 المحدد لشروط الاستفادة من دعم الصندوق الوطني للضبط والتنمية الفلاحية. وفي سنة 2002 أطلقت الدولة المخطط الوطني للتنمية الفلاحية الريفية الذي يعد تكملة للمخطط السابق غير انه أختص بالمناطق الريفية من شق الطرق ـ إنارة ريفية ــ سكن ـ محاجز مائية... ثم إنشاء الصندوق الوطني لترقية النشاطات الحرفية التقليدية والصندوق الوطني للسكن ووكالة التنمية الاجتماعية.
وفي إطار التنمية المستدامة وترسيخا لمبادئ الحكم الراشد الذي يهدف إلي إشراك السكان في تسيير السياسات المنتهجة والاستماع إلى انشغالاتهم وتصوراتهم وجعلهم رقم مشترك ومهم بين الدولة والمستثمر في تحقيق التنمية المستدامة. والمتمثل في المشاريع الجوارية للتنمية الريفية ppdr تكون منبثقة من مقترحات وتصورات الجماعات الريفية للتنمية مع المساهمة الجماعية والفردية في تنفيذ المشاريع الجوارية والوساطة بين السكان والمصالح المعنية المتمثلة في محافظة الغابات. مع الشفافية في التسيير لبلوغ الأهداف وهذا بمرافقة صناديق التمويل المعروفة ووكالات الوطنية لدعم وتشغيل الشباب. وننتظر أن تحقق هذه الإستراتيجية المنتهجة منذ سنوات الأهداف المرجوة على المدى المتوسط والبعيد ونعددها كما يلي:
- تأهيل الجبال بالسكان لتفادي اكتظاظ المدن وفك العزلة عن المناطق المعزولة.
- تحقيق التوازن بين المدينة والريف في مجال التنمية.
- ارتفاع مستوي الدخل الفردي وتحسين المستوي المعيشي.
- إقامة مشاريع صناعية بمؤسسات صغيرة.
- تكييف أنظمة الإنتاج.
- حماية وتعزيز الموارد الطبيعية والمعدنية.
- المحافظة وتطوير الثروة الحيوانية.
- المحافظة وتنويع الثروة النباتية.
- حماية وتعزيز تراث المنطقة
- تطوير السياحة الجبلية.

ولبعث تنمية ريفية جبلية مستدامة وحديثة ببلدية بوقرة يجب السير بخطوات ثابتة ومتأنية باتخاذ بعض الإجراءات والتدابير بمشاركة السلطات والهيئات المعنية وتضافر جهود السكان المعنيين لإنجاح العملية بصفة متكاملة وفعالة.

### تنمية الموارد البشرية
مواصلة المجهودات المبذولة من طرف الدولة بالاهتمام أكثر بسكان هذه المناطق الجبلية بتزويدهم ببعض الاحتياجات الأساسية من إيصال مياه صالحة للشرب وكهرباء وتطهير وشق طرقات وبناء قناطر وتوفير بعض الخدمات الأساسية وبناء أو ترميم سكنات بعد تسوية مشاكل العقار كذالك الاهتمام بنشطات الشباب في مختلف المجالات المهنية والترفيهية ومشاركة السكان النازحين بطرح انشغالاتهم وتلبية حاجياتهم ثم صياغة تصوراتهم المستقبلية عبر ملتقيات تنظم من طرف الجهات المختصة بالتنسيق مع الجمعيات وممثلي السكان واتخاذ بعض التدبير اللازمة.

#### أولا
فتح الطريق الوطني رقم 64 في وجه حركة المرور الرابط بين وسط مدينة بوقرة باتجاه جنوبها قاطعا جبال الأطلس البليدي نحو بلدية العومارية ولاية المدية ،وتعد هذه العملية العامل المهم والأساسي في عودة الأهالي إلي أراضهم لخدمتها ومن ثم ربط وازدهار حركة تجارية من الشمال إلي الجنوب أو العكس.

#### ثانيا
تأسيس جمعية محلية أو لجنة تضم ممثلي مداشر الجبلية للبلدية هدفها تنظيم وإحصاء سكان هذه المناطق وتكون همزة وصل بين السكان ولهيأت المعنية في شتى المجالات والمساهمة في حل المشاكل الاجتماعية والظواهر السلبية وخلق نشاطات لصالح الأهالي والتعريف بالإرث الثقافي والتاريخي للمنطقة.

#### ثالثا
من خلال النمط السكاني الذي يعتمد علي السكنات الفردية والمتباعدة عبر مداشر مترامية ألأطراف ومن خلال الوضع الأمني الذي يعيق إسكان النازحين يمكن بناء مجمعات سكانية ريفية ترعي فيها الحياة العصرية ضمن برنامج البناء الريفي الذي خطي خطوات عملاقة في هذا المجال.

### الوديان
يتضمن إقليم هذه البلدية العديد من الوديان منها:
- وادي الحراش
- واد جمعة

### النهوض بزراعة جبلية حديثة
يجب أن نضع نصب أعيننا الأمن الغذائي وبمعنى أدق لاكتفاء الذاتي في الإنتاج ألفلاحي على مستوى العائلي والإقليمي بالاعتماد على الأساليب الحديثة والاعتماد على اليد العاملة المؤهلة والفنية وذات كفاءات متخصصة والقيام ببعض الإجراءات نذكر منها:
- إبراز الينابيع الطبيعية وبناء المحا جز المائية والأحواض وتحديث المجاري للسقي.
- تدعيم استصلاح أراضي البور التابعة للدولة.
- تدعيم وتنويع وتطوير الثروة الحيوانية والنباتية.
- تشجيع تربية الدواجن.
- تطوير تربية النحل وإنتاج العسل.
- إحياء ثقافة التويزة.
- إنشاء تعاونيات شبا نية فلاحيه.

### خلق صناعات خفيفة متكاملة
شهد قطاع الصناعات التقليدية تطورا ملحوظ في السنوات الأخيرة بعد إلحاقه بوزارة المؤسسات الصغيرة والمتوسطة في إطار البرنامج الوطني للإنعاش الاقتصادي بمشاركة الحرفيين وغرف الصناعات التقليدية والوكالة الوطنية لدعم وتشغيل الشباب ووكالة التنمية الاجتماعية من اجل:
- تثبيت الأهالي في مناطقهم الأصلية.
- خلق مناصب شغل لشباب الريف باستثمارات بسيطة وغير مكلفة.
- تثمين وتشجيع وتنويع الإنتاج المحلي.
- إحياء التراث التقليدي المحلي وحمايته من الاندثار.
- استغلال الثروات الخام وإبراز المكنونات التقليدية للمنطقة.
- تشجيع العمل المنتج واليدوي للمرأة الماكثة بالبيت.
- دعم وتطوير صناعات تقليدية وتحولية خاصة بالمنطقة.

وفي إطار تنمية شاملة يمكن الوصول إلى تلبية الاحتياجات المتعددة للعائلات بالمؤسسات الصغيرة وتحسين المستوى المعيشي وتنويع ورفع مدا خيل العائلات ولما لا بالعملة الصعبة خاصة في ميدان السياح الجبلية.

### خلق مناطق سياحية
في ظل التحولات الاقتصادية وانتهاج اقتصاد الحر وإعطاء أكثر مجال للمنافسة والتركيز على الفرد. يستوجب أن تكون السياحة من أولويات المسؤولين المحليين، في تحقيق التنمية المحلية والمساهمة في تطوير القطاع الإنتاجي والخدماتي وتوفير العملة للخزينة العمومية، بخلق مناطق سياحية بمساهمة وزارة السياحة وتهيئة الإقليم.
غير أن العائق الوحيد هو الوضع الأمني الذي هو في تحسن مستمر، ومن هنا فإن التفكير في إستراتيجيات للسياحة الجبلية تستوجب أن تكون اليوم وليس غدا خاصةً بعد توفر منطقتنا الجبلية على مناظر طبيعية خلابة وغطاء نباتي متنوع وطيور وحيوانات برية مختلفة الألوان والأشكال وقمم للتزحلق على الثلج في فصل الشتاء.
يبقى البحث عن مصادر التموين باستقطاب رجال الإعمال والمستثمرين مهمة الجميع بإبراز مكنونات ثروات الطبيعة الجبلية بالدعاية والإشهار في مختلف وسائل الإعلام. لتشييد الهياكل السياحية الأساسية كالمنتزهات واستراحات وبناء مرافق رياضية وترفيهية وسكنية تراعي خصوصيات المنطقة.
وهذا هو البعد السامي للتنمية الوطنية رغم وجود عدم توازن بين الانجازات الضخمة في ظل الإصلاحات الاجتماعية والاقتصادية وتحسين المستوى المعيشي للفرد،
كما يجب زرع المزيد من الثقة في الواقع بين أبناء الوطن الواحد وهي الضامن الوحيد للاستقرار والأمن والتنمية وترقية المصالحة الوطنية للوصول إلي نهاية ترضي جميع الأطراف.